# 호저초등학교
호저초등학교는 대한민국 강원특별자치도 원주시 호저면 주산리에 있는 초등학교이다.

## 학교 연혁
- 1934년 4월 1일 호저공립보통학교 개교
- 1938년 4월 1일 호저공립심상소학교로 개칭
- 1941년 4월 1일 호저공립국민학교로 개칭
- 1983년 3월 1일 병설유치원 설립인가
- 1984년 2월 28일 대덕분교장 통폐합
- 1994년 9월 21일 개교 60주년 기념행사
- 1996년 3월 1일 호저초등학교로 개칭
- 2012년 5월 24일 교사(본동) 신축
- 2018년 9월 1일 제38대 김경숙 교장 부임
- 2019년 1월 9일 제83회 졸업식 (총 졸업생수 3,670명)

## 학교 상징
- 교화 - 장미 : 존경·열정·기쁨, 행복한 사랑
- 교목 - 플라타너스 : 천재·용서·휴식, 행복한 인생

## 참고 자료
- 호저초등학교 - 한국교육학술정보원 학교알리미